# Samuel Hnepeune
Samuel Molé Hnepeune, né le 20 janvier 1961 à Chépénéhé, dans le district du Wetr, sur l'île de Lifou en Nouvelle-Calédonie, est un chef d'entreprise et homme politique néo-calédonien.

## Biographie
Issu d’une fratrie de 10 enfants, il est petit-fils de pasteur et le frère cadet de Néko Hnepeune, ancien président de l'Assemblée de la province des îles Loyauté de 2004 à 2019 et ancien maire de Lifou de 2001 à 2014.

### Un dirigeant d'entreprises
Après un Diplôme universitaire de technologie (DUT) « Carrières juridiques et judiciaires » et un Diplôme d'études universitaires scientifiques et techniques (DEUST) « Gestion de ressources humaines » de l'Institut universitaire de technologie de Grenoble II, il suit une formation d’expert judiciaire au Conservatoire national des arts et métiers (CNAM) à Paris tout en acceptant un poste à la direction des ressources humaines (DRH) d’EDF-GDF. De retour en Nouvelle-Calédonie en 1990, il entre à la Banque calédonienne d'investissement (BCI) puis devient en 1998 directeur des affaires économiques de la province des îles Loyauté. Il se retrouve ensuite en 2005 à la tête de la SODIL (société d'économie mixte de la province des Îles gérant la société de pêche Navimon, la compagnie Air Loyauté et plusieurs hôtels) avant de prendre la présidence de Sudîles, armateur du Betico. Il fut également secrétaire général adjoint du gouvernement de la Nouvelle-Calédonie, chargé de l'aménagement et du développement, entre 2011 et 2013.
En 2013 il devient président-directeur général (P-DG) d’Air Calédonie, la compagnie aérienne domestique, puis en 2020, il est le premier Kanak à prendre le poste de président du Mouvement des entreprises de France en Nouvelle-Calédonie (MEDEF NC),.

### Entrée tardive en politique
En 2021, à la suite de la chute du gouvernement Santa, il tire la liste du groupe UC-FLNKS et Nationalistes avec L'Éveil océanien, pour la composition du 17ᵉ gouvernement. Son groupe obtient 16 voix sur 54 par le Congrès ce qui lui permet d'obtenir 3 sièges sur 11 au gouvernement,.